# Rifte da Terceira

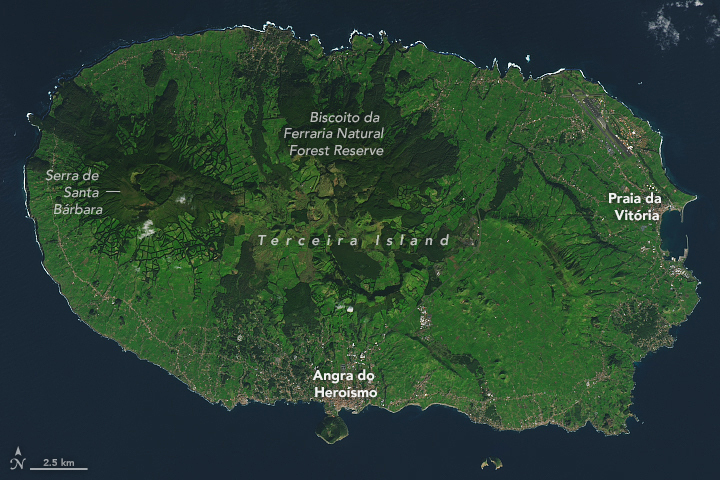
Ilha Terceira vista do espaço (2020). O Rift da Terceira atravessa a ilha de NW para SE e, presumivelmente, actua como alimentador do magma que criou a ilha há cerca de 400 000 anos. A erupção terrestre mais recente registou-se na Serra de Santa Bárbara em 1761. As erupções submarinas continuam, a mais recente em 1998-2000 no vulcão da Serreta.

O Rifte da Terceira é uma das principais estruturas geológicas do Atlântico Nordeste, correspondendo ao bordo nor-nordeste da microplaca dos Açores (ou planalto dos Açores, caso não se admita a existência desta), desenvolvendo-se entre a junção tripla dos Açores, a oeste-noroeste, e a falha transformante Açores-Gibraltar a sudeste, atravessando a ilha Terceira como uma proeminente zona de fissura ESE-WNW. É um rifte ativo com uma velocidade relativa de expansão entre os seus bordos da ordem dos 4 mm/ano na sua zona central, o que o classifica como hiper-lento. Do ponto de vista geomorfológico, o Rifte da Terceira corresponde a uma estrutura morfo-tectónica constituída por uma sucessão de bacias tectónicas alternando com grandes edifícios vulcânicos. De noroeste para sueste, é formada pelas seguintes estruturas: Bacia Ocidental da Graciosa; estrutura vulcânica da ilha Graciosa; bacia oriental da Graciosa; estrutura vulcânica da ilha Terceira; fossa Hirondelle do Norte; Banco D. João de Castro; fossa Hirondelle do Sul; ilha de São Miguel; bacia de São Miguel; relevo dos ilhéus das Formigas; e desfiladeiro submarino das Formigas. Para oriente esta estrutura liga-se à Zona de Fratura Açores-Gibraltar, a Falha GLORIA, uma das estruturas que constitui o limite entre a Placa Eurasiática e a Placa Africana.

## Descrição
O Rift da Terceira é uma estrutura tectónica localizada no meio das ilhas dos Açores, no Oceano Atlântico, ligando a junção tripla dos Açores, situada a oeste-noroeste da ilha do Faial sobre a Dorsal Média do Atlântico (MAR), e a falha transformante Açores-Gibraltar (a Falha GLORIA), a sudeste da ilha de Santa Maria. A estrutura tem um comprimento de cerca de cerca de 550 km e corresponde a um rifte ativo que separa a Placa Euroasiática, a norte, da Placa Africana (ou Placa Núbia), a sul. O Rifte da Terceira deriva o seu nome da ilha Terceira, que atravessa de ESE-WNW como uma proeminente zona de fractura.
O Rifte da Terceira inicia-se numa falha transformante do MAR (a North Azores Fracture Zone — NAFZ) a noroeste do Faial, passa ao norte daquela ilha, atravessa as ilhas Graciosa, Terceira (onde se expressa no graben do Ramo Grande e nos alinhamentos do Pico Gaspar e do vulcão dos Picos Gordos), a parte oeste da ilha de São Miguel (onde controla os alinhamentos em torno do maciço das Sete Cidades), e os ilhéus das Formigas, e vai terminar a sueste de Santa Maria na interseção com a falha GLORIA, na qual se insere, fazendo um ângulo de sensivelmente 45º. 
Para sudoeste do Rifte da Terceira estende-se o planalto dos Açores, uma região sensivelmente triangular de fundos relativamente baixos (< 2000 m, ocasionalmente até aos 2500-3000 m nas fossas do Hirondelle e Oeste da Graciosa) que emerge das planícies abissais vizinhas, e sobre a qual se situam as ilhas dos Grupos Central e Oriental dos Açores, e que parece constituir uma microplaca resultante das forças tensionais na junção tripla entre as placas Africana, Euro-asiática e Norte-americana. O espessamento da crusta é ainda favorecido pela presença de um hot-spot sob a região.

### Características tectónicas
Com os seus 550 km  de comprimento, o Rifte da Terceira é um dos centros de expansão dos fundos oceânicos (spreading center) mais lentos do mundo, se não o mais lento, com uma divergência entre placas de 2-4 mm/ano. Desenvolveu-se a partir de uma falha transformante e funciona atualmente como um centro de propagação hiper-lento, tal como reconhecido pelo movimento relativo entre as placas Africana e Euro-asiática.
Existe uma forte semelhança entre o Rift da Terceira e outras dorsais de expansão ultra- ou super-lentas, tais como a Dorsal de Gakkel e a Dorsal do Sudoeste do Índico. Em particular, valores elevados de obliquidade de 40°-65°, e um comprimento de onda de segmentação magmática de 100 km, são semelhantes a outros riftes muito lentos. Os vales de rifte presentes ao longo da estrutura têm uma profundidade de 1000-2200 m e uma largura de 30-60 km, semelhante ao vale mediano da Crista Média Atlântica.  No entanto, a amplitude da topografia do Rift da Terceira ao longo do seu eixo é de 2000-4000 m, o que é muito maior do que o esperado para cristas de expansão ultra-lentas. Postula-se que esta diferença se deve à associação do rifte com o ponto quente dos Açores (o hotspot dos Açores), em combinação com taxas de propagação lentas. A propagação lenta resulta numa placa elástica axial forte e espessa e em extrusões vulcânicas mais lentas a partir da zona de rifte, resultando numa topografia elevada quando combinada com o vulcanismo relacionado com a pluma mantélica subjacente.
O grande volume de vulcanismo associado ao hotspot é principalmente controlado pela extensão regional entre a África e a Eurásia, como indicado pelas linhas de fracturas de extensão.  Para além disso, a maior parte da deformação inter-placa está concentrada no Rift da Terceira, embora ainda não tenha sido reconhecido um padrão claro de deformação.

### Condicionamento pelas estruturas pré-rifte
As estruturas presentes ao longo do Rifte da Terceira têm direcções provavelmente associadas à geometria pré-rifte, uma vez que não correspondem à atual direção do movimento de expansão dos fundos oceânicos, que é aproximadamente N70°.
As evidências da influência das estruturas pré-rifte incluem antigas direcções de transformação de N110°-N125°, reactivadas como zonas de falhas transtensionais, e direcções N-S de antigas falhas de rift médio-oceânico, reactivadas como zonas de falhas laterais esquerdas. É importante notar que outras ilhas associadas a hotspots não apresentam estas características e, portanto, as estruturas reactivadas são provavelmente o resultado da complexa configuração tectónica associada à instabilidade da junção tripla dos Açores.
As observações acima podem representar fases anteriores de desenvolvimento entre a abertura da estruturas de rifting da Eurásia e da África. A primeira fase começou há 25 Ma e durou até há 8 Ma, correspondendo ao rifting inicial do planalto oceânico. A partir de 8 Ma atrás, iniciou-se a extensão ao longo de uma falha transformante, processo que durou até cerca de 3 Ma atrás, altura em que se iniciou a expansão ao longo do eixo do Rifte da Terceira.

### Morfologia e velocidade de expansão
O Rifte da Terceira é quase linear na sua zona central, apresentando um raio de curvatura da ordem dos 300 km, conformando-se com o bordo da microplaca e fazendo a inserção com as estruturas dominantes, a Dorsal Média do Atlântico e a Falha Açores-Gibraltar, com ângulos oblíquos (ca. 50° – 65°) de expansão crustal.
A velocidade de expansão da crusta ao longo do Rifte da Terceira está entre as mais lentas conhecidas em rifts activos (daí a classificação de hiper-lento): cerca de 3,7 mm/ano quando medido na perpendicular ao rifte; 2,3-3,8 mm/ano quando medido na perpendicular aos segmentos axiais oblíquos.
A frequência e características dos sismos gerados ao longo do Rifte da Terceira são similares aos gerados em estruturas similares da Islândia e do sudoeste do Oceano Índico, o que permite confirmar a sua natureza estrutural e a existência de expansão crustal ao longo do seu eixo.
As fossas oceânicas existentes entre as ilhas podem ser interpretado simplesmente como segmentos de vale de rifte não preenchidos por materiais vulcânicos. A mais expressiva delas, a Fossa do Hirondelle, com os seus 3200 m de profundidade máxima e 30 a 60 km de largura, não é significativamente mais profunda que o vale central da Dorsal Média do Atlântico na zona dos Açores (1000-2200 m), apesar deste ter uma velocidade de expansão crustal muito maior (20–28 mm/ano no segmento 10°N – 53°N). Contudo, o espaçamento entre zonas de segmentação ao longo do eixo do Rifte da Terceira (cerca de 100 km) é quase o dobro do verificado ao longo da Dorsal, mas é em tudo similar ao verificado em outros riftes com muito baixa velocidade de expansão (por exemplo o de Gakkel, Islândia, com 7–13 mm/ano). Admitindo que o espaçamento da segmentação reflete a instabilidade de Rayleigh-Taylor, a diferença de viscosidade entre a litosfera ao longo do eixo e a zona de fusão parcial subjacente é uma ordem de magnitude superior à média nas zonas de rifte que apresentam velocidades de expansão da ordem dos 20–30 mm/ano.
O Rifte da Terceira difere, contudo, marcadamente de outros riftes ultralentos na amplitude das diferenças topográficas ao longo do seu eixo: 2000 a 4000 m, com 4200 m de variação total. Esta diferença no vigor do relevo deve-se provavelmente ao copioso fluxo de novo material resultante da presença do hot-spot dos Açores, que determina um substancial espessamento da crusta oceânica na zona de acreção, o que dá uma maior rigidez à placa, dificultando a expressão dos efeitos tensionais e de flexão, e, quando associado à baixa velocidade de expansão, causa uma reduzida taxa de exportação dos materiais vulcânicos para longe do eixo do rifte. 
A provável juventude do Rifte da Terceira, que provavelmente apenas se formou há cerca de 1 Ma (milhão de anos), implica que ao atual ritmo terá produzido apenas cerca de 4 km de nova crusta. Tal parece indicar que não existem ainda condições de equilíbrio estável no seu desenvolvimento, o que poderá explicar a falta de uma clara assinatura gravimétrica sobre o rifte.
A determinação do movimento absoluto das placas na região, com base na topografia existente, permite atribuir como origem à microplaca dos Açores um mecanismo de deslocamentos sucessivos do Rifte da Terceira para nordeste, de forma a manter a sua posição sobre o hot-spot dos Açores, crescendo em comprimento ao mesmo tempo que permite o sucessivo alargamento da área triangular por ele definida entre a Dorsal, o prolongamento da Falha GLORIA (o East Azores Fracture Zone — EAFZ) e o próprio Rifte da Terceira. O planalto triangular assim criado, que constitui hoje a microplaca dos Açores, contém todas as ilhas açorianas, e respetivos bancos e montes submarinos adjacentes, com exceção das Flores e Corvo que se encontram do lado oeste da Dorsal, já em plena placa norte-americana.

### Formações associadas
Não foi observado no Rifte da Terceira o padrão clássico de segmentação comum nos riftes ativos. As formações mais comuns que lhe aparecem associadas são bacias de forma grosseiramente rômbica, com lados controlados pelo rejeito de falhas geológicas, e formas vulcânicas puras, como montes submarinos circulares e dorsais vulcânicas. Os processos tectónicos parecem estar limitados ao eixo do Rifte, com as fossas e zonas adjacentes a serem dominadas por formas com clara origem vulcânica com pouca ou nenhuma transformação tectónica (excepto traços resultantes da formação de caldeiras).
Ao longo do rifte aparecem pequenas falhas normais, sub-paralelas e fortemente anastomizadas, algumas das quais apresentam terminação em cauda de cavalo, demonstrando a existência de um controlo tectónico centrado no Rifte. Ambos os flancos do Rifte apresentam gargantas e depósitos de base, indicando frequentes movimentos de massa, provavelmente associados com a instabilidade dos terrenos e com a atividade sísmica.
As numerosas estruturas vulcânicas, em especial cones não tectonicamente alterados, situadas no flanco nordeste da Fossa Hirondelle estão alinhadas com o relevo da ilha Terceira, mostrando a migração de uma zona de fusão associada a uma anomalia térmica que se tem deslocado para oeste ao longo do último 1 Ma (milhão de anos). Este deslocamento é consistente com as idades das diversas formações sub-aéreas das ilhas e coma tendência para as erupções se concentraram preferencialmente nas costas oeste das ilhas (veja-se o Vulcão dos Capelinhos, o Vulcão Oceânico da Serreta e a Ilha Sabrina, entre muitos exemplos).
Para oriente esta estrutura liga-se à Zona de Fratura Açores-Gibraltar, a Falha GLORIA, uma das estruturas que constitui o limite entre a Placa Eurasiática e a Placa Africana. De noroeste para sueste, o Rifte da Terceira é formada pelas seguintes estruturas:
- Bacia Ocidental da Graciosa — é uma  uma porção de fundo oceânico afundado entre falhas geológicas, que constitui o extremo noroeste do Rifte da Terceira, situado entre a ligação do Rifte da Terceira à Dorsal Média do Atlântico, a noroeste da ilha do Faial, e o flanco submarino ocidental da ilha Graciosa. Forma uma depressão de forma grosseiramente trapezoidal, alongada na direcção N80°W, em cuja região central ocorrem profundidades superiores a 2 400 m, gerando desníveis que variam entre 800  e 1 400 m entre o fundo da bacia e os rebordos norte e sul. Esta bacia tectónica profunda é a mais ocidental das grandes bacias submarinas, separadas por edificações vulcânicas, que dão corpo em profundidade ao alinhamento tectono-vulcânico do Rifte da Terceira. A bacia é delimitada a leste pelo flanco submarino ocidental da ilha Graciosa, dominado por uma vertente quase rectilínea com direcção média N15°W; a norte, por uma crista submarina orientada na direcção geral E-W, com profundidades geralmente inferiores a 1 600 m, mas que localmente se situam acima dos 1 000 m; a sul, por outra crista, com a mesma orientação do bordo norte, cujo topo desce gradualmente para oeste a profundidades entre os 1 000 m e os 1 600 m; a oeste não apresenta limites definidos. As estruturas tectónicas que delimitam a bacia a norte e a sul apresentam direcção geral E-W a WNW-ESE, mas o limite leste parece controlado por uma falha orientada na direcção geral NNW-SSE. Os acidentes tectónicos associados a esta bacia são falhas activas, registando regularmente sismicidade na região imediatamente a oeste da ilha Graciosa.[10]
- Estrutura vulcânica da ilha Graciosa — grande edifício vulcânico, parcialmente emerso, com direcção geral sudeste-noroeste, coincidente com o eixo geral do arquipélago, o que conferiu à ilha uma configuração alongada ao longo do eixo do rifte, formando uma ovóide com 12,5 km de comprido por 7,5 km de largura máxima. O território emerso apresenta um relevo em geral aplainado, marcado por numerosos cones de escórias que lhe dão um carácter marcadamente vulcânico, com um relevo mais acentuado na parte meridional. A ilha pode ser dividida em cinco formações geológicas:[11] (1) o Complexo da Serra das Fontes, ao longo da costa nordeste, muito escarpada e muito alterada pela tectónica local; (2) o Complexo da Baía do Filipe, apenas identificado em pequenos afloramentos rochosos, na base da encosta da Baía do Filipe, na base da encosta do Quitadouro e na localidade de Pedras Brancas; (3) o Complexo da Serra Branca e da Serra Dormida, ocupando o terço centro-meridional da ilha, também muito desmantelado e alterado pela tectónica local; (4) o Complexo de Cobertura Basáltica (ex. Complexo Vulcânico da Vitória ou Plataforma de Santa Cruz), ocupando a metade noroeste da ilha, caracterizado por um relevo adoçado, com altitude máxima em torno dos 50 metros acima do nível médio do mar e pontuado por numerosos cones de escórias; e (5) o Vulcão central (Maciço da Caldeira), no extremo sueste da ilha, constituído por um vulcão bem conservado, com uma caldeira central bem definida.[11] A linha de costa, muito acidentada e recortada por pequenas calhetas, é em geral baixa, com excepção do troço noroeste, correspondente à Serra Branca, onde a falésia excede os 300 metros de altura.
- Bacia Oriental da Graciosa — situada entre a ilha Graciosa e a ilha Terceira, é uma das quatro bacias tectónicas que integram o Rifte da Terceira, com a máxima profundidade abaixo dos 2 400 m e um desnível máximo entre o centro da bacia e os bordos norte e sul superior a 1 800 m. A depressão com forma rômbica, delimitada a noroeste e a sueste pelos flancos submarinos das ilhas Graciosa e Terceira, a norte por uma região de fundos oceânicos com profundidades inferiores a 1 200 m localizada entre duas ilhas e a sul por uma crista submarina, alongada na direcção N60°W, cuja zona mais elevada tem profundidades inferiores a 600 m. A depressão resultou do afundamento de uma porção de litosfera entre grandes falhas gerológicas de direcção geral WNW-ESE, que formam os bordos norte e sul, e acidentes tectónicos com direcção geral NNW-ESE situados a oeste e leste. O flanco ocidental coincide com um troço da falha que gerou o sismo de 1 de Janeiro de 1980, cujo epicentro se localizou no sudoeste da depressão.[12]
- Estrutura vulcânica da ilha Terceira — grande estrutura vulcânica poligenética cuja parte emersa, a ilha Terceira, apresenta forma elíptica, com 30 km segundo o eixo maior orientado NW-SE e 17 km no eixo menor, orientado N-S, com uma superfície de aproximadamente 402 km2 e uma altitude máxima de 1 021 m no vértice geodésico situado no topo do vulcão de Santa Bárbara. O edifício vulcânico é constituído por quatro grandes vulcões centrais poligenéticos e uma zona de vulcanismo fissural basáltico. Os vulcões mais antigos, o maciço da Serra do Cume e o maciço de Guilherme Moniz, estarão extintos, enquanto os vulcões centrais do Pico Alto e de Santa Bárbara, assim como o sistema fissural basáltico que atravessa a ilha, se encontram ainda activos.[13]
- Fossa Hirondelle (ou Bacia Hirondelle) — é a bacia mais importante do Rifte da Terceira em superfície e em profundidade, estendendo-se entre a ilha Terceira e a ilha de São Miguel. Pelo lado norte, esta bacia é delimitada por uma crista submarin alongada, com a direcção geral NW-SE na metade noroeste e com direcção geral WNW-ESE na porção oriental, com o topo da crista a profundidades entre os 1 000 m e os 1 400 m, embora em alguns locais apresenta profundidades bem inferiores, como na Baixa Bonito cujo topo se encontra apenas 27 m abaixo da superfície do mar. Num destes pontos de menor profundidade terá ocorrido a erupção submarina de 1862. O bordo sul da bacia, com direcção geral NW-SE, é mais irregular e está interrompido pelo grande edifício vulcânico do Banco D. João de Castro, vulcão submarino que divide esta bacia em duas porções, normalmente designadas por Bacia Hirondelle do Norte e Bacia Hirondelle do Sul. A Bacia Hirondelle do Norte é menos profunda, com pouco mais de 2 200 m de profundidade, o que poderá ter resultado da deposição de sedimentos e materiais vulcânicos provenientes da ilha Terceira e do Banco D. João de Castro. A Bacia Hirondelle do Sul é mais profunda, ultrapassando os 3 200 m na sua metade sueste, com desníveis superiores a 2 000 m entre o fundo da bacia e as regiões envolventes. A região apresenta sismicidade intensa, com magnitudes superiores a 4,5 Richter e abundante microssismicidade.[14]
- Banco D. João de Castro — formado pelo topo de um vulcão submarino (mas que já teve fases subaéreas), do tipo central, de planta quase circular, com aproximadamente 25 km de diâmetro na base, situado a meia distância entre as ilhas de São Miguel e Terceira. O ponto mais elevado da estrutura, presentemente a apenas 8 m de profundidade, localiza-se 63 km a sueste da Ponta das Contendas (Terceira). A estrutura está inserida no bordo sudoeste da Bacia Hirondelle, que divide em duas sub-bacias, elevando-se de uma profundidade de cerca de 1 600 m, centrado no cruzamento de duas falhas, num posicionamento tectonicamente controlada por uma zona de falha orientada na direcção WNW-ESE, que constitui o bordo sudoeste da Bacia Hirondelle, e outro grupo de falhas, de direcção NNW-SSE, pertencente à família da falha que gerou o sismo de 1 de Janeiro de 1980 e os acidentes que limitam os topos noroeste e sueste da Bacia Hirondelle. É um vulcão ativo, cuja última erupção registada ocorreu em 1720-1721 e edificou uma ilha que rapidamente erodida pelo mar. Há intensa actividade hidrotermal no topo do vulcão.[15]
- Estrutura vulcânica da ilha de São Miguel — a estrutura emersa, a ilha de São Miguel, tem cerca de 66 km de comprimento e 16 km de largura, com uma área aproximada de 746 km2, atingindo a altitude máxima aos 1103 m no Pico da Vara. A ilha apresenta oito unidades geomorfológicas, correspondentes, grosso modo, a outros tantos sistemas vulcânicos: (1) Maciço das Sete Cidades; (2) Região dos Picos; (3) Maciço de Água de Pau; (4) Planalto da Achada das Furnas; (5) Maciço das Furnas; (6) o Vulcão da Povoação (7) a Região da Tronqueira; (8) a Plataforma Litoral Norte.[16] Na ilha de São Miguel individualizam-se sete unidades vulcanológicas:[17] (1) Sistema Vulcânico Fissural dos Picos; (2) Vulcão Furnas; (3) Sistema Vulcânico Fissural do Congro; (4) Vulcão das Sete Cidades; (5) Vulcão de Água de Pau; (6) Complexo Vulcânico da Povoação; e (7) Complexo Vulcânico do Nordeste.
- Bacia de São Miguel — é uma depressão situada a sueste da ilha de São Miguel, entre o flanco submarino sul da ilha e o flanco dos ilhéus das Formigas, com forma grosseiramente rectangular, alongada na direcção NW-SE. A depressão é limitada a nordeste e a sudoeste por fundos a profundidades entre 1 600 m e  1 800 m; no lado sudoeste existe um vulcão submarino, conhecido por Pesqueiro Grande Norte, cujo topo está a apenas 117 m de profundidade. O fundo da depressão está próximo da isóbata dos 2 800 m, o que corresponde a desníveis que rondam os 1 000 m. Esta bacia, como as restantes depressões do Rifte da Terceira, tem origem tectónica, sendo limitada a NE e SE por falhas com orientação geral NW-SE. Os limites noroeste e sueste da bacia serão também controlados por acidentes tectónicos. A sismicidade instrumental associada à estrutura indica o carácter activo das falhas que estão na sua origem.[18]
- Relevo dos ilhéus das Formigas — a parte emersa é constituída por oito pequenos ilhéus e numerosos farilhões que emergem do extremo norte do banco das Formigas. O ilhéu mais setentrional, o Formigão, atinge cerca de 10 m de altitude. O maior dos ilhéus, o Formiga Primeiro, situado no extremo sul do grupo, atinge cerca de 23 m de altitude.[19] Estes rochedos emersos são os pontos dominantes de um maciço submarino, o Banco das Formigas, com cerca de 12 km de comprimento e 6 km de largura máxima, que nalguns pontos é tão pouco profundo que quebra as ondas, situado a nordeste da ilha de Santa Maria. Sobre esta estrutura erguem-se pequenos cones vulcânicos, entre os quais o monte Dollabarat, submerso na ponta sudeste do banco. Outros, num alinhamento do sector noroeste do banco, emergem e formam os ilhéus das Formigas.[20][21]
- Desfiladeiro submarino das Formigas — a SW dos ilhéus das Formigas desenvolve-se o desfiladeiro das Formigas, o qual se liga à depressão associada à Falha GLORIA.[22]

### Sismicidade
O Rifte da Terceira é uma zona sismogénica que produz frequentes sismos, originando por vezes crises sísmica de baixa intensidade mas de elevada persistência temporal (como aconteceu em 1997). Para além dos sismos gerados diretamente sobre o Rifte e estruturas associadas, os movimentos deste controlam parte importante da tectónica das ilhas, em particular os grandes graben que lhe são paralelos, e que por sus vez constituem a principal fonte de sismiciadade nas ilhas. Os grandes sismos, como a Caída da Praia (1614 e 1841), o Mandado de Deus (1757), e o Terramoto de 1980, todos tiveram origem em estruturas inseridas no Rifte da Terceira ou a ele paralelas.
Em termos gerais, os sismos que abalam os Açores podem ser agrupados em quatro grandes categorias, as mais importantes das quais são direta ou indiretamente controladas pelos movimentos do Rifte:
- Sismos tectónicos — devidos aos movimentos relativos das placas tectónicas que rodeiam o arquipélago, movimentos esses que são resultantes da Dorsal Atlântica e do Rifte da Terceira. Estes sismos são os mais intensos podendo atingir magnitude superior a 7.0 e são a principal causa de destruição de estruturas nas ilhas;
- Sismos vulcânicos — desencadeados pela atividade vulcânica, com epicentros em geral localizados na vizinhança imediata de vulcões conhecidos e sempre associados a movimentos magmáticos ou a assentamentos e outros movimentos estruturais relacionados com o reequilibro isostático das formações vulcânicas. Em geral, não excedem magnitude 6.0, tendo tipicamente magnitude inferiores a 4.0, o que faz com que não tenham, geralmente, características destruidoras;
- Sismos geotérmicos — são pequenos tremores associados à presença de fluidos geotérmicos de alta temperatura. Em geral, não excedem magnitude 3.0, não constituindo qualquer risco para as estruturas construídas. Contudo, a sua frequência pode ser altamente incomodativa e alarmante para as populações residentes nas imediações.
- Sismos antropogénicos — são causados pela atividade humana, em geral em resultado de explosões em pedreiras, enchimento de reservatórios e, em especial, alteração de pressões em reservatórios geotérmicos em resultado da exploração de fluidos para produção de energia eléctrica e térmica (como acontece nos Açores com a indústria da geotermia). Os sismos gerados são de muito baixa magnitude (em geral <2.0) sendo raramente sentidos.

### A descoberta e identificação do Rifte da Terceira
Os primeiros modelos tectónicos para a região dos Açores foram propostos antes do advento da teoria da tectónica de placas. Baseando-se na análise do mapa batimétrico disponível à época, o tenente-coronel José Agostinho chamou a atenção para a presença, no arquipélago, de linhas tectónicas marcadas por alinhamentos de ilhas e fossas submarinas convergindo em direcção à ilha de São Miguel.
Inicialmente, aqueles alinhamentos foram interpretados pelo geólogo estrutural alemão Hans Cloos como o resultado de dobramentos do fundo oceânico em que as ilhas se localizavam nos anticlinais e as fossas nos sinclinais, o que foi inicialmente aceite pelo oceanógrafo alemão Georg Wüst, que desenvolveu aquela mecanismo explicativo da geomorfologia dos fundos em torno dos Açores. Esta interpretação foi contudo rejeitada por Frederico Machado, que argumentou contra aqueles modelos, com base no facto de que ao longo do alinhamento entre a ilha Graciosa e a ilha de São Miguel se encontrar uma alternância de grandes edifícios vulcânicos, as ilhas, e de profundas fossas submarinas, incompatível com a ideia da presença de uma estrutura de dobra sinclinal.
Para Frederico Machado, tratava-se, em vez disso, de estruturas do tipo rifte, sobre as quais teriam sido edificados grandes vulcões que interrompiam a morfologia dos graben, defendendo a existência de três estruturas daquele tipo: o Rifte da Terceira, estendendo-se da Bacia Ocidental da Graciosa até S. Miguel; o Rifte do Pico, englobando Faial, Pico e São Jorge, entre o Faial e São Miguel; e o Rifte do Banco Açor, estendendo-se em direcção à ilha de Santa Maria. Coube assim a Frederico Machado a propositura a existência do rifte e a criação do nome, tendo a sua teoria sido sucessivamente confirmada pela investigação batimétrica, geoquímica e geofísica que tem vindo a ser desenvolvida no sector açoriano do Atlântico Nordeste.

## O ponto quente dos Açores e a formação do Planalto dos Açores
O Planalto dos Açores começou a formar-se por volta de 10 Ma atrás, e é caracterizado por variações isotópicas e elementares indicativas de grandes heterogeneidades geoquímica no manto subjacente. Há também evidências de apenas uma fonte magmática, e nenhuma interação com outros sistemas vulcânicos, originado assim uma província magmática distinta, a província magmática dos Açores. Adicionalmente, a presença de crusta espessa e tecido vulcano-tectónico complexo implica que o planalto se desenvolveu através da migração do Rifte da Terceira para NE, causando uma posição constante sobre um hotspot fixo.
Como já foi referido, pensa-se que o hotspot dos Açores seja a fonte primária para o excesso de magmatismo ao longo do Rifte da Terceira, resultando no relevo anormalmente elevado da topografia ao longo do seu eixo, e postula-se que seja alimentado por um reservatório primitivo relativamente não desgaseificado.
As linhas de evidência para a existência de uma estrutura em forma de pluma mantélica nesta área incluem anomalias sísmicas do manto, batimetria e anomalias de gravidade, e sinais de gases nobres em plumas vulcânicas associadas ao hotspot.  No entanto, existe também a possibilidade de o aumento da atividade magmática no Rifte da Terceira ser parcialmente resultado do envolvimento com a junção tripla entre as placas Euroasiática, Africana e Norte-Americana.